# مركز (ياش)
مركز، ياش (بالرومانية: Centru) هو حي في مدينة ياش في رومانيا.
توجد جامعة جريجوري ت. بوبا للطب والصيدلة ويوجد العديد من الأجانب في مركز المدينة، منهم العرب والأتراك واليونان والأفارقة، ويدرسون في جامعة الطب والصيدلة. وتوجد بياتسا يونيري، ياش في هذا الحي والتي تضم فندق ترايان الذي يعد من أقدم الفنادق في مدينة ياش وفندق يونيري الذي سُمي نسبة إلى ساحة الاتحاد.